# Medienwirkungsforschung
Die Medienwirkungsforschung befasst sich mit den Effekten, die Medien auf die Rezipienten (sowohl einzelne Personen als auch Gruppen und Gesellschaften) haben. Sie ist ein Teilgebiet der Medien- bzw. Kommunikationswissenschaft.

## Frühe Medienwirkungsforschung
In Lehrbüchern und Übersichtswerken findet sich oft die Behauptung, zu Beginn der Medienwirkungsforschung in den ersten Jahrzehnten des 20. Jahrhunderts sei die Wissenschaft von sehr großer, zumeist negativer Medienwirkung ausgegangen. Diese Darstellung ist so jedoch nicht haltbar, differenzierte Wirkungsmodelle waren der Sozialwissenschaft damals bereits bekannt. Gleichwohl spielten vereinfachte Wirkungsmodelle in manchen Studien durchaus eine Rolle. Hypothesen über starke Medienwirkungen lagen in der Faszination begründet, die die neuen Medien Kino und Radio ausübten. Der große Erfolg von professioneller Werbung und politischer Propaganda (im Ersten Weltkrieg) verstärkten den Eindruck noch. Um die These der starken, tendenziell negativen Medienwirkung zu überprüfen, wurden in den Vereinigten Staaten von 1929 bis 1932 die Payne Fund Studies durchgeführt, die den negativen Einfluss des Kinos vor allem auf junge Männer nachweisen sollten. Die Studie schien diesen Einfluss zu bestätigen: Befragte Kinobesucher waren im Durchschnitt aggressiver eingestellt. Seit ihrer Veröffentlichung (1933–35) jedoch werden „die Studien methodisch kritisiert, weil sie die formale und inhaltliche Analyse der verwendeten Filme unterschlagen hätten.“ Außerdem blieb unberücksichtigt, dass das Medium Kino zur Zeit der Studie vor allem von Angehörigen unterer Gesellschaftsschichten genutzt wurde, so dass die festgestellte höhere Aggressivität eher auf die Schichtzugehörigkeit der Befragten, als auf die Filme hätte zurückzuführen sein können.
Ein oft zitiertes Beispiel vermeintlicher Medienwirkung ist die Hörspiel-Adaption Der Krieg der Welten von Orson Welles 1938 über eine außerirdische Invasion. Die Legende von der Massenpanik, die angeblich die Zuhörer erfasste, hält sich mit Einschränkungen bis heute. Eine Umfrage unter der Leitung von Lazarsfeld und Hadley Cantril in den Wochen nach der Ausstrahlung ergab, dass 28 Prozent der Hörer die gesendeten Nachrichten für wahr gehalten hatten. Da nicht jeder zugeben mochte, einer Fiktion aufgesessen zu sein, verschickten die Forscher zusätzlich Fragebögen an die Rundfunksender, die auf diesem Wege berichteten, nach jener Sendung mehr als fünf Mal so viele Anrufe als üblich erhalten zu haben. Als Cantril die Ergebnisse 1940 veröffentlichte, wies er bereits darauf hin, dass die Reaktion der Einzelnen in erheblichem Maße von der jeweiligen sozialen Hörsituation, der Interpretation des Gehörten, dem Bildungsstand etc. abhing, Faktoren mithin, die die Medienwirkung entscheidend beeinflussen können.
Dagegen gingen die ersten Ansätze zur theoretischen Erfassung von Massenkommunikation davon aus, dass man vom Inhalt der Massenmedien direkt und linear auf die bei allen Rezipienten gleichartige Wirkung schließen könne. Im Kontext dieses simplen Reiz-Reaktions-Modells der Massenkommunikation (Hypodermic-Needle-Modell) wurde den Massenmedien die Fähigkeit zugebilligt, Gesellschaften „gleichschalten“ zu können. Bereits die ersten empirischen Untersuchungen führten zur Widerlegung des Reiz-Reaktions-Modells. Unterschiede in der Persönlichkeit (z. B. unterschiedliche Aufmerksamkeit, Wahrnehmung etc.) wurden nunmehr als eine Art wirkungsmodifizierender „Filter“ berücksichtigt. Die Ausrichtung der Wirkungsforschung im Rahmen dieses Stimulus-Organismus-Reaktions-Modells ist aber immer noch einseitig im Sinne eines Einweg- oder Transportmodells der Massenkommunikation. An die Stelle des angenommenen Nachahmungstriebes früherer Ansätze trat das Einstellungskonzept (etwa das Konzept der selektiven Aufmerksamkeit).

## Lazarsfeld und die Minimal Effects Studies
Der Soziologe Paul Lazarsfeld erforschte in den frühen 1940er Jahren im Auftrag der United States Army die Wirkung des Propagandafilms The Battle of Britain auf die amerikanischen Soldaten, die damit auf den Krieg vorbereitet werden sollten. Hierbei stellte er fest, dass eine Hierarchie der Stabilitäten existierte: Zwar waren Wissen und mit Einschränkungen auch oberflächliche Meinungen einigermaßen gut durch den Film zu beeinflussen, Einstellungen oder gar Motivation dagegen wenig bis gar nicht. Lazarsfeld schloss daraus, dass es vor allem auf die optimale Gestaltung der zu vermittelnden Botschaften ankam, wie weit die Medienwirkung reichen kann und ob eine Persuasion, also eine Überzeugung, stattfinden kann.
Lazarsfelds Studie „The People’s Choice“ (vgl. Kommunikationsmodell nach Lazarsfeld) von 1944, die den Einfluss der Massenmedien auf das Wahlverhalten der Amerikaner untersuchte, enttäuschte den Forscher, der von sehr großen Medienwirkungen ausgegangen war: Er stellte fest, dass ein für seine Begriffe sehr geringer Einfluss moderner Kommunikationsmittel auf die Präsidentenwahl existierte. Dies führte zur Bildung eines Paradigmas der geringen Medienwirkung, das die Medienwirkungsforschung jahrzehntelang bestimmen sollte. Lazarsfeld untermauerte seine Erkenntnisse durch zahlreiche „Minimal Effects Studies“, die wieder und wieder die geringe Wirkung der Massenmedien bestätigten.
Statt eines meinungsändernden Effektes der Medien stellte Lazarsfeld einen Verstärkereffekt fest: Massenmedien verändern bestehende Einstellungen nicht, sondern verstärken sie noch. Dies begründet sich unter anderem durch selektive Wahrnehmung.
Die neue Erkenntnis von Lazarsfelds Studien war, dass der Rezipient definitiv aktiv ist und auf den Prozess der Medienwirkung einwirkt – unter anderem durch Selektivität. Hier wird endgültig dem Stimulus-Response-Modell widersprochen, das von einheitlicher Rezeption und Medienwirkung für alle Rezipienten ausgeht. Der aktive Rezipient ist eine unwidersprochene Größe in der Medienwirkungsforschung.

## Theoretischer Diskurs um die ideologischen Wirkungen des NS-Films
Im deutschsprachigen Raum hat sich der akademische Theoriediskurs um Medienwirkungen mehr als in anderen Teilen der Welt im Blick auf das Kino der Zeit des Nationalsozialismus und die Nationalsozialistische Filmpolitik entfaltet. Zu den Hintergründen dieser Perspektivenwahl zählt unter anderem der erklärte Wille der Nationalsozialisten, das Filmmedium für Propagandazwecke nutzbar zu machen, einschließlich der Indoktrination des Publikums mit der nationalsozialistischen Ideologie, die im Kern eine antisemitische Rassenlehre war. Die politische Okkupation der deutschen und von 1938 an auch der österreichischen Filmindustrie wurde dann planmäßig durchgeführt und fand im Januar 1942 ihren auch formalen Abschluss in der Zusammenfassung der gesamten Produktions- und Verleihwirtschaft im staatseigenen UFA-Konzern. Angesichts der geradezu idealen Bedingungen, die die Nationalsozialisten sich damit für eine gezielte Manipulation des Kinopublikums geschaffen hatten, angesichts der Tatsache, dass ein Großteil der Population der nationalsozialistischen Propaganda tatsächlich gefolgt ist und letztlich auch angesichts der einfachen Verfügbarkeit von NS-Filmen für Forschungsarbeiten erschien die NS-Filmpropaganda in Deutschland und Österreich als ein für medienwirkungstheoretische Überlegungen besonders naheliegendes Terrain.
Bereits zeitgenössische Medienwissenschaftler wie Siegfried Kracauer waren überzeugt gewesen, dass von den NS-Filmen starke Medienwirkungen im Sinne des Reiz-Reaktions-Modells ausgingen. Als, beginnend mit einem Arbeitsseminar auf den 12. Kurzfilmtagen Oberhausen 1965, auch in der Bundesrepublik Deutschland die wissenschaftliche und publizistische Beschäftigung mit dem NS-Kino Bedeutung erlangte, folgten die Teilnehmer des neu entstandenen Diskurses (u. a. Erwin Leiser, Dorothea Hollstein, Christoph Bernhard Melchers, Karl Heinz Roth, Hilmar Hoffmann, Karl Ludwig Rost, Martin Loiperdinger, Sylke Hachmeister und Klaus Kanzog) einvernehmlich dem von Kracauer gesetzten Ton.
Nachdem diese frühe NS-Film-Forschung sich weitgehend auf die Propagandafilme konzentriert hatte, gewann seit etwa 1970 die These an Boden, dass auch die NS-Unterhaltungsfilme die nationalsozialistische Ideologie unterschwellig transportiert und das Publikum damit letztlich ähnlich – wenn nicht sogar auf noch raffiniertere Weise – manipuliert haben wie die Propagandafilme. In den 1970er Jahren, in denen die Medienwissenschaften stark durch das Eindringen feministischer Diskurse geprägt waren, rückte insbesondere das in NS-Unterhaltungsfilmen vorgefundene Frauenbild in den Mittelpunkt der Aufmerksamkeit, wobei die Autorinnen, ohne diesen Zusammenhang weiter zu hinterfragen, einmütig davon ausgingen, dass die Kinobesucher von dieser Ikonografie im Sinne der nationalsozialistischen Ideologie subliminal manipuliert worden seien.
Der These von den starken Wirkungen der NS-Filme traten in den 1980er und 1990er Jahren Verena Lueken, Marlies Krebstakies, Stephen Lowry und Birgitta Welzel entgegen, wobei Welzel am weitesten ging und – vom radikalen Konstruktivismus ausgehend – argumentierte, dass Ideologie sich nur durch ein aktives Zutun des Publikums entfalten und dadurch wirken könne; sie zog daraus auch den Schluss, dass die ideologische Wirkung eines Films sich fundamental nicht aus diesem analytisch herleiten lasse.

## Moderne Theorien der Medienwirkungsforschung
Lazarsfeld prägte das Paradigma der geringen Medienwirkung. Allerdings gab es seit den 1970er Jahren Versuche, seine Ergebnisse zu relativieren, denn Lazarsfeld hatte nur dann etwas als Medienwirkung bezeichnet, wenn eine Änderung der Meinung auf medialen Einfluss zurückzuführen war. Jedoch kann auch die Verstärkung bestehender Standpunkte durch die Rezeption von Medieninhalten als Medienwirkung gewertet werden.
Mit zunehmender Forschung setzte sich jedoch wieder die Meinung durch, dass starke Wirkung der Medien vorliegen (z. B. auf die öffentliche Meinung, die Weltbilder der Rezipienten etc.), wobei aber nicht das simple Ursache-Wirkungs-Modell vertreten wird. Vielmehr wird der aktive Umgang der Rezipienten mit den Medien berücksichtigt (z. B. Nutzen- und Belohnungsansatz).
Gegenwärtig gibt es in der Wirkungsforschung vier dominierende Richtungen:
1. Publikumsforschung, die nach direkten Effekten sucht (siehe Mediennutzung)
2. die Suche nach Entsprechungen, wobei versucht wird, Übereinstimmungen zwischen der Medienrealität und gesellschaftlichen Entwicklungen aufzufinden
3. die Problematik der Wirklichkeitsbrechung, wobei davon ausgegangen wird, dass die Medien eine Realität eigener Qualität schaffen, die wiederum zur Definition sozialer Situation beiträgt
4. die Analyse der Rolle der Medien bei der Entstehung sozial bedeutsamer Ereignisse (z. B. das Wechselverhältnis zwischen Medien und Terrorismus)